# Мишел дьо Монтен
Мишѐл Екѐм дьо Монтѐн (на френски: Michel Eyquem de Montaigne, miʃɛl ekɛm də mɔ̃tɛɲ) е френски философ и писател от епохата на Ренесанса.
Неговият начин на писане, съчетаващ описания на анекдотични и автобиографични случки с интелектуални самонаблюдения, утвърждава жанра на есето. Той оказва пряко влияние върху много западни писатели, а обемната му книга „Опити“ (Essais) се превръща в един от най-влиятелните сборници с есета в историята на литературата.
Приживе Монтен е известен повече като държавник, отколкото като писател. Склонността му в неговите есета да се отклонява към анекдоти и лични размишления е разглеждана като нарушаване на правилния стил, а не като желателно нововъведение, а заявлението му, че „аз самият съм темата на моята книга“ е приемано от съвременниците като проява на неуместна себичност. С времето обаче Монтен е признат за въплъщение, може би повече от всеки друг писател на епохата, на духа на свободно развиващо се съмнение, който започва да се формира по това време. Той остава в историята със своята скептична забележка „Какво знам аз?“.

## Биография
Роден е на 28 февруари 1533 година във фамилния замък „Монтен“ в град Сен-Мишел-дьо-Монтен, департамент Дордон, в близост до Перигьо и Бордо. Неговият баща, Пиер Ейкем (получил аристократичната титла „дьо Монтен“) е участник в Италианските войни и кмет на Бордо. Майката – Антоанета де Лопес, е от семейството на заможни арагонски евреи.
В ранното си детство Мишел се възпитава по либерално-хуманистичната педагогическа методика на баща си – неговият учител, немец, въобще не владеел френски език и говорел с Мишел изключително на латински. След това завършва Юридическия факултет на Университета в Тулуза и става член на парламента в Бордо. Въпреки че тази кариера неописуемо радвала Монтен-старши, за Мишел тя била тежест, а политиката изобщо не му харесвала. Като твърд противник на смъртното наказание той всячески избягвал съдебни заседания, които можели да произнесат такава присъда. Но не можел да напусне службата заради баща си, който бил толкова горд с него.
По времето на Хугенотските войни Монтен често е посредник между враждуващите страни, него еднакво го уважавали кралят-католик Анри III и протестантът Анри Наварски.
През 1565 г. Монтен се жени, като получава солидна зестра. След смъртта на баща си през 1568 г. той наследява родовото имение „Монтен“, където се заселва през 1571 г., продава своята съдийска длъжност и излиза в оставка. Отдава се на „умствена дейност“ в специално построена кула с вита стълба, стените на която биват изписани с изречения на латински, които му идвали в главата. През 1572 г., на 38-годишна възраст, Монтен започва да пише своите „Опити“, първата книга се появява през 1580 г. Тя излиза в Париж, не предизвиква някакви особени вълнения, но не минава и незабелязано.
След публикуването на „Есета“ Мишел заминава на дълго пътуване из Европа. Живее за кратко в Германия, Швейцария, Испания, а пристигайки в Рим, решава, че иска да стане римлянин, заради любовта към латинския. И въпреки че преодолява много бюрократични трудности, той все пак постига желанието си. Но Монтен не успява да живее дълго в Рим. Неговите сънародници от Бордо го избират за кмет. Той не може да откаже на краля и на гражданите и поема омразните задължения. Две години по-късно из Европа тръгва чума. От нея по това време можело само да се бяга и никакъв дълг на честта не можел да застави Мишел да остане със семейството си в заразения град. По този начин неговата служба се прекратява от само себе си. Анри IV, приключвайки с религиозните войни, кани Монтен на служба в двора, но философът отказва и прекарва остатъка от дните си в самотно съзерцание и редакция на „Опити“, които стават основата на педагогиката на XVII – XVIII век.
Писателят умира по време на меса на 13 септември 1592 година в своя замък на 59-годишна възраст.

## Философия
Скептицизмът на Монтен е насочен срещу средновековната схоластика и църковните авторитети. Предшественик на Френсис Бейкън, той отстоява онзи научен метод на познание, който се опира върху факти. В есеистичната си книга „Опити“ представя човека като върховна ценност. Монтен е против насилието в училищната система, включително физическите наказания на децата. Според него човек постига духовно развитие посредством добър външен вид и добри обноски и маниери, а физическото му възпитание е тясно свързано с духовното. Индивидът трябва да е способен да понася различни климатични промени, да се храни с определен тип храна, да поддържа определени хигиенни навици и т.н.
Философската значимост на Монтен е главно в реакциите, които предизвиква, на първо място – картезианството, и по-нататък рационализма, които търсят отговори срещу скептицизма. Възгледите му оказват пряко влияние върху идеите на английския философ Джон Лок, на Жан-Жак Русо и др. Маниерът му на писане, съчетаването на личната убеденост с рационални аргументи и излагането ѝ в литературна форма са това, което прави от Монтен един от ключовите автори на „Новото време“.

## Портрети на Мишел дьо Монтен
- Портрет на Монтен от неизвестен художник, ок. 1565
- Портрет на Монтен от неизвестен художник, 70-те години на 16. век
- Портрет на Монтен от Даниел Дюмустие, ок. 1578
- Портрет на Монтен от Етиен Мартеланж, 1587
- Портрет на Монтен от неизвестен художник, ок. 1590
- Портрет на Монтен от Франкоа Кенел